# Valdemārpils
Valdemārpils ( výslovnost) je město v Lotyšsku nacházející se na území kraje Talsi zhruba 100 km západně od Rigy a zhruba 60 km východně od Ventpils. V roce 2022 zde žilo 1 129 obyvatel. Nachází se při kopci Dupurkalns (47 m n. m.) na území historického Kuronska.

## Původ jména
Město je pojmenováno po vůdci lotyšského národního obrození Krišjānisovi Valdemārsovi (1825 - 1891), který se narodil ve farnosti v sousední Ārlavě a v mládí pracoval jako soukromý učitel ve zdejším městě. Původní jméno Sasmaka vychází z názvu přilehlého jezera a používalo se v různých formách (Sansmagen, Sassmaggen, Sassmaken, Saßmacken).

## Historie
O prehistorickém významu tohoto místa svědčí lípa v místním parku, kultovní místo na Ozolu Svētkalns a „Ďábelská loď“ charakteristická pro skandinávskou kulturu v okolí. První písemná zmínka v daňovém soupisu se jménem Sasmmagen (Sansmagen) pochází z roku 1582. Statut svobodné obce získala obec v roce 1644. V roce 1656 koupil vévoda Jēkaba z Kurzeme nájemní právo na oblast Piltene a udělil vesnici městská práva. Během epidemie Velkého moru, která začala během Velké severní války v letech 1710 až 1711 velká část místních obyvatel zemřela. 
V roce 1834 správa Kuronska opět udělila vsi status obce. Ke konci 19. století se zde nacházela židovská synagoga a pravoslavný kostel (postavený v letech 1887 až 1889), což svědčí o různorodosti tehdejšího obyvatelstva. Roku 1894 Sasmaka získala práva samosprávy, v roce 1917 pak byla udělena práva městská. Na přelomu 19. a 20. století obec zažívala hospodářský rozkvět a začátkem 20. století byla přes ni postavena větev úzkorozchodné dráhy Valdgale-Roja. V roce 1926 byla Sasmaka přejmenována na Valdemārpils. V období lotyšské nezávislosti v meziválečných letech se národnostní složení města drasticky změnilo a dominantní postavení získali Lotyši, jejichž počet v roce 1935 činil 930 z celkových 1135 obyvatel (82 %), Židé zůstali na druhém místě – 159 (14 %).

## Pamětihodnosti
- Neogotický panský dům
- Luteránský kostel z roku 1646[4]
- Pomník Krišjānise Valdemārse
- Letniční kostel

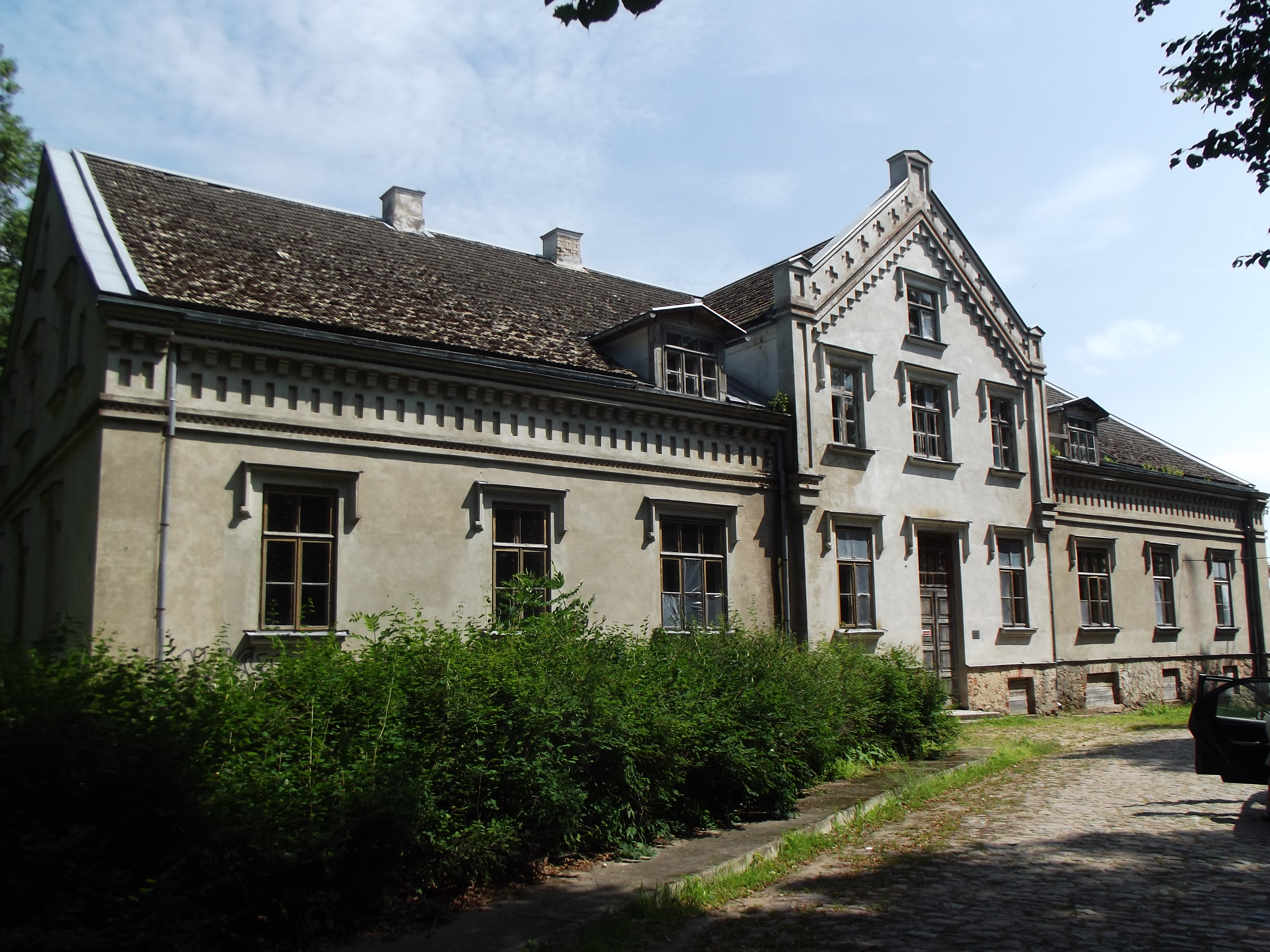
Panský dům
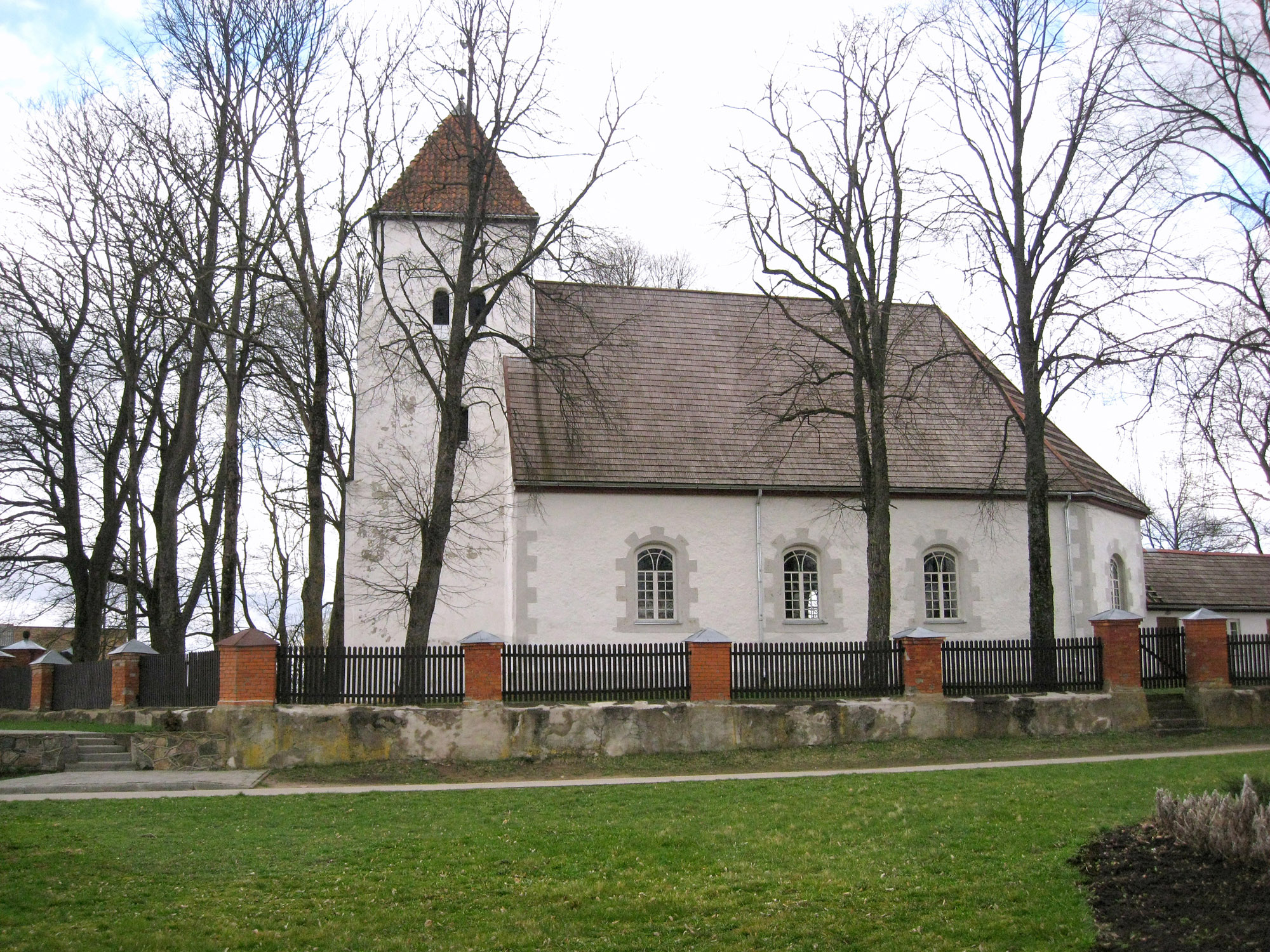
Evangelický kostel
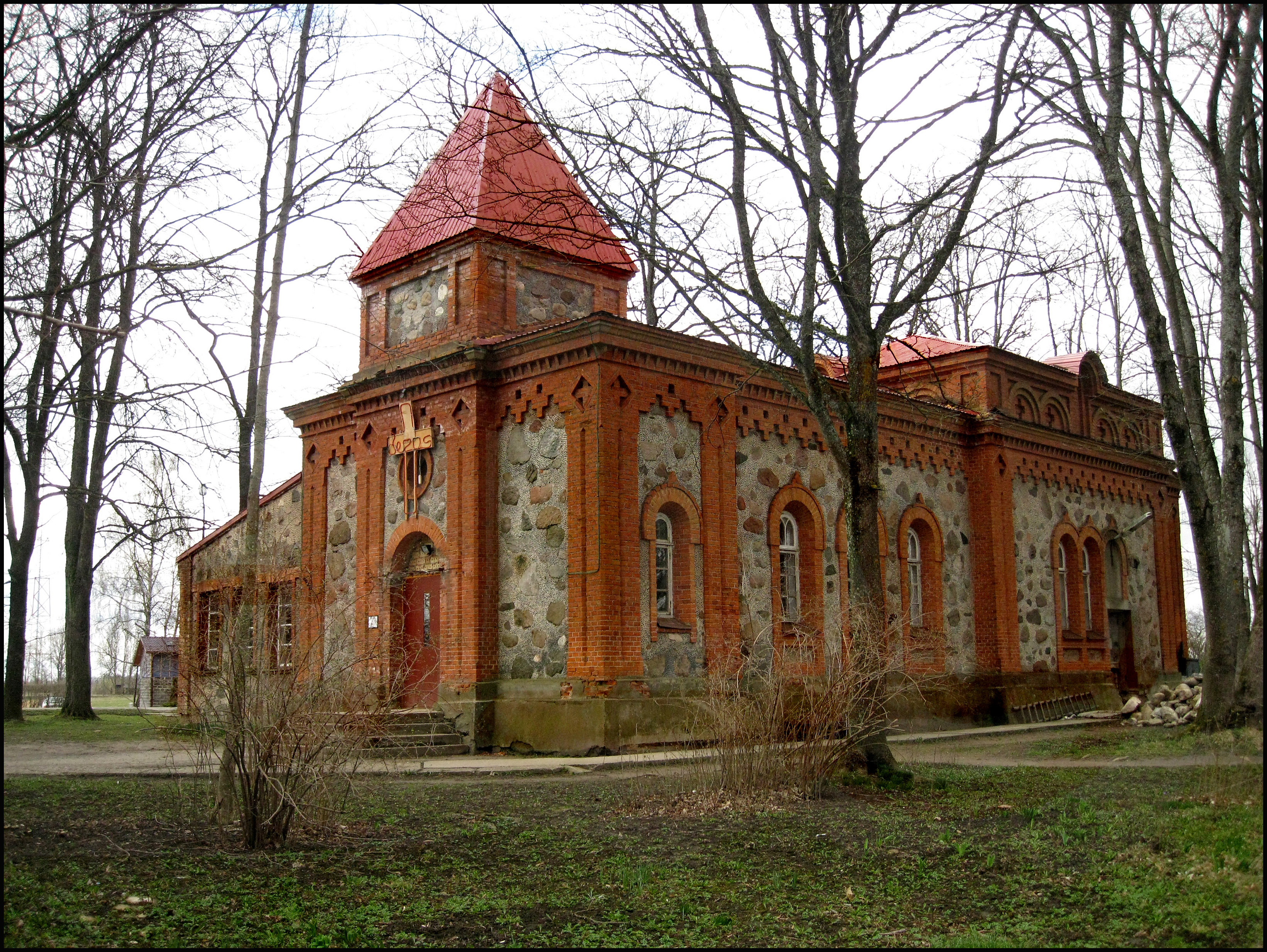
Letniční kostel
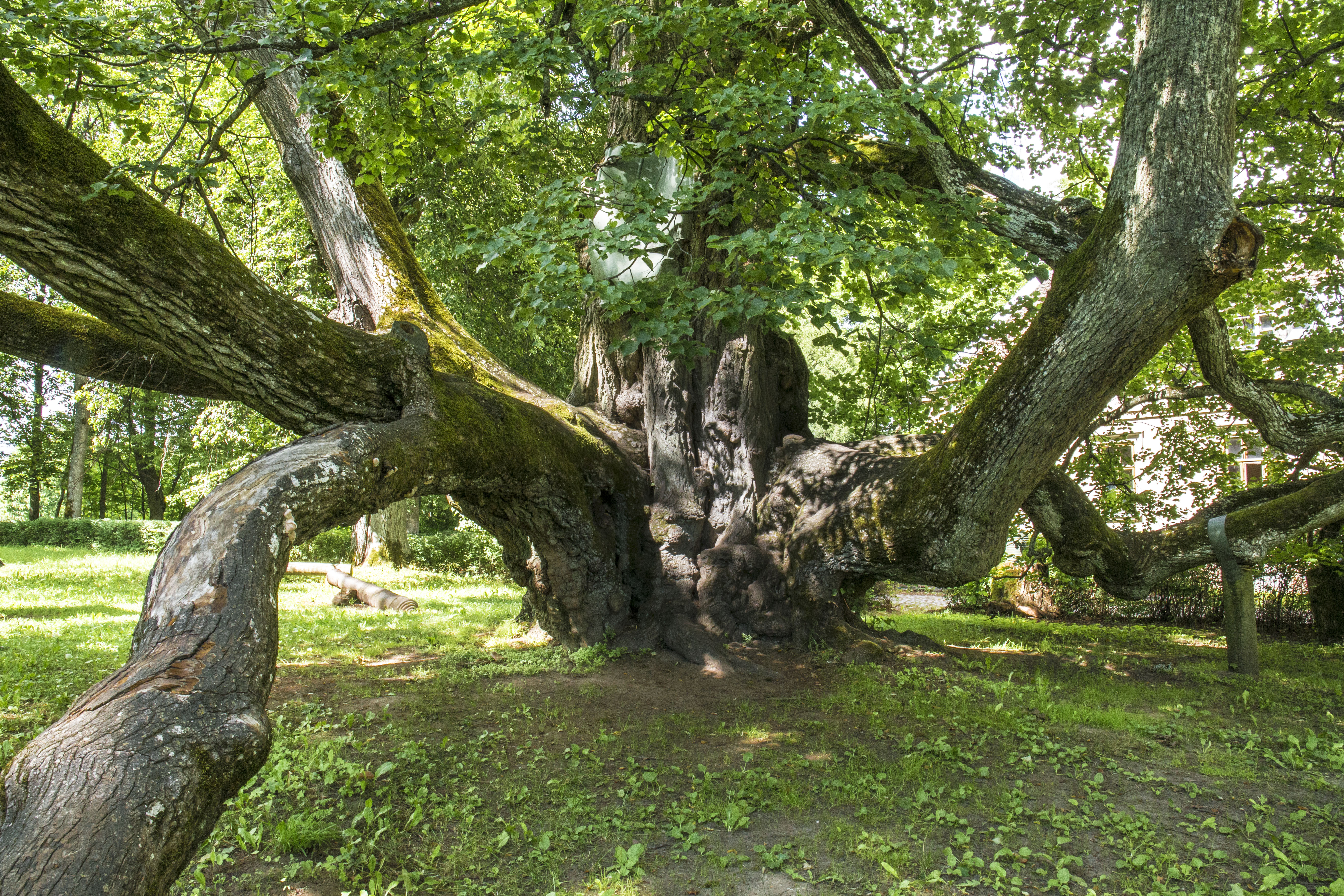
Památná lípa